# Радослав Радославов (финансист)
Радослав Радков Радославов е български финансист, публицист, преводач, художник, краевед и общественик, активен участник в разгръщането на културно-просветното движение в Североизточна България в края на XIX и първата третина на XX век.

## Биография
Роден е през 1872 г. в семейството на потомствени учители революционери, участници в Априлското въстание. Родът на баща му Радко Маринов Радославов е от град Златарица. Той е високообразован, учител, виден възрожденски просветител и деен участник в борбите за българска църковна и политическа независимост, председател на Дряновския революционен комитет. Майка му Тодорица Ламбева Ванкова, от Свищов, е една от петте дъщери на търговеца Ламби Ванков, с корени от село Арбанаси. Радослав Радославов има двама по-малки братя – Иван и Александър, и две сестри – Сийка и Кина. По времето, когато баща му е учител в Разград (1880-те години), е приятел със сина на полския лекар Розентал – Юли Цезар Розентал, който загива като доброволец в Илинденско-Преображенското въстание. Заминава преждевременно войник в Русе. За да може да издържа братята и сестрите си, след смъртта на баща му, той постъпва като писар в клона на Българска народна банка в Търново. От 1898 г., в продължение на две десетилетия, е чиновник, впоследствие директор – първо на Българска земеделска банка в Трявна, след това – на Кооперативна банка в Габрово. Превежда реферати от различни клонове на науката. Превежда „Философското въведение и социалните идеи в поезията (продължение)“ от Виктор Юго (Трявна, 12 март 1911), „Анархическите идеи в драмите на Ибсен“ (Габрово, 1919), „Пир на животът“, драма от Ст. Пшибишевски (Габрово, 1 май 1920), „Вик на живота“, драма от Артур Шницлер, и др.
Има отпечатани негови статии в разни списания и вестници. Всяка седмица в Трявна от името на Учителския съюз изнася лекции по естетика, търговско право, музикално изкуство, история и др. Няколко запалени ентусиасти основават и музикално дружество в града, изнасят вечерни концерти в училищния салон „П.Р. Славейков“, а в същото време се откриват и курсове за любителите на музикалното изкуство. От 1929 г. е пенсионер и живее в Търново. Умира след 1949 г.
Личният му архив се съхранява във фонд 2050К в Централен държавен архив. Той се състои от 21 архивни единици от периода 1896 – 1964 г.